# Dincolo de trecut
Déjà Vu (titlu original: Dincolo de trecut) este un film SF  de acțiune thriller american din 2006 regizat de Tony Scott. Rolurile principale au fost interpretate de actorii Denzel Washington și Paula Patton. Este scris de Bill Marsilii și Terry Rossio și produs de Jerry Bruckheimer

## Distribuție
- Denzel Washington - ATF Special Agent Douglas Carlin
- Paula Patton - Claire Kuchever
- Jim Caviezel - Carroll Oerstadt
- Val Kilmer - FBI Special Agent Paul Pryzwarra
- Adam Goldberg - Dr. Alexander Denny
- Bruce Greenwood - FBI Special Agent-in-Charge Jack McCready
- Matt Craven - ATF Special Agent Larry Minuti
- Enrique Castillo - Claire's father
- Elden Henson - Gunnars
- Erika Alexander - Shanti
- Julia Lashae - Eyewitness / Survivor